# ناجورکامی
|                                                                                         |  | |
| اشکال مختلف جورکامی: A) جورکامی یاخته‌های متحرک، B) جورکامی یاخته‌های نامتحرک، C) همیوغی. |  | اشکال مختلف ناجورکامی: A) ناجورکامی یاخته‌های متحرک، B) تخمک‌کامی (اسپرم و تخمک)، C) ناجورکامی یاخته‌های نامتحرک (تخمک و اسپرماتیا). |

ناجورکامی (به انگلیسی: Anisogamy) نوعی تولید مثل جنسی است که در آن گامت‌هایی که از لحاظ شکل و اندازه متفاوتند با هم ترکیب می‌شوند. گامت کوچک‌تر (اسپرم) متعلق به نر است و گامت بزرگ‌تر (تخمک) مال ماده.
ناجورکامی مفهوم مقابل جورکامی است که در آن گامت‌های ترکیب‌شونده از نظر شکل و اندازه همانند هستند.
در واژۀ ناجورکامی، واژۀ «An» به معنی «نا»، واژۀ «Iso» به معنی «جور» یا «همانند» و واژۀ «gamy» به معنی «کامی»، یاخته‌های جنسی است. 

## جستارهای بیشتر
- جورکامی